# Dom U dobrého pastiera
Dom U dobrého pastiera (česky Dům u dobrého pastýře) je měšťanský rokokový dům z 2. poloviny 18. století na Židovské ulici číslo 1 v Bratislavě. Je to jedna z nejkrásnějších rokokových staveb v Bratislavě.

## Historie

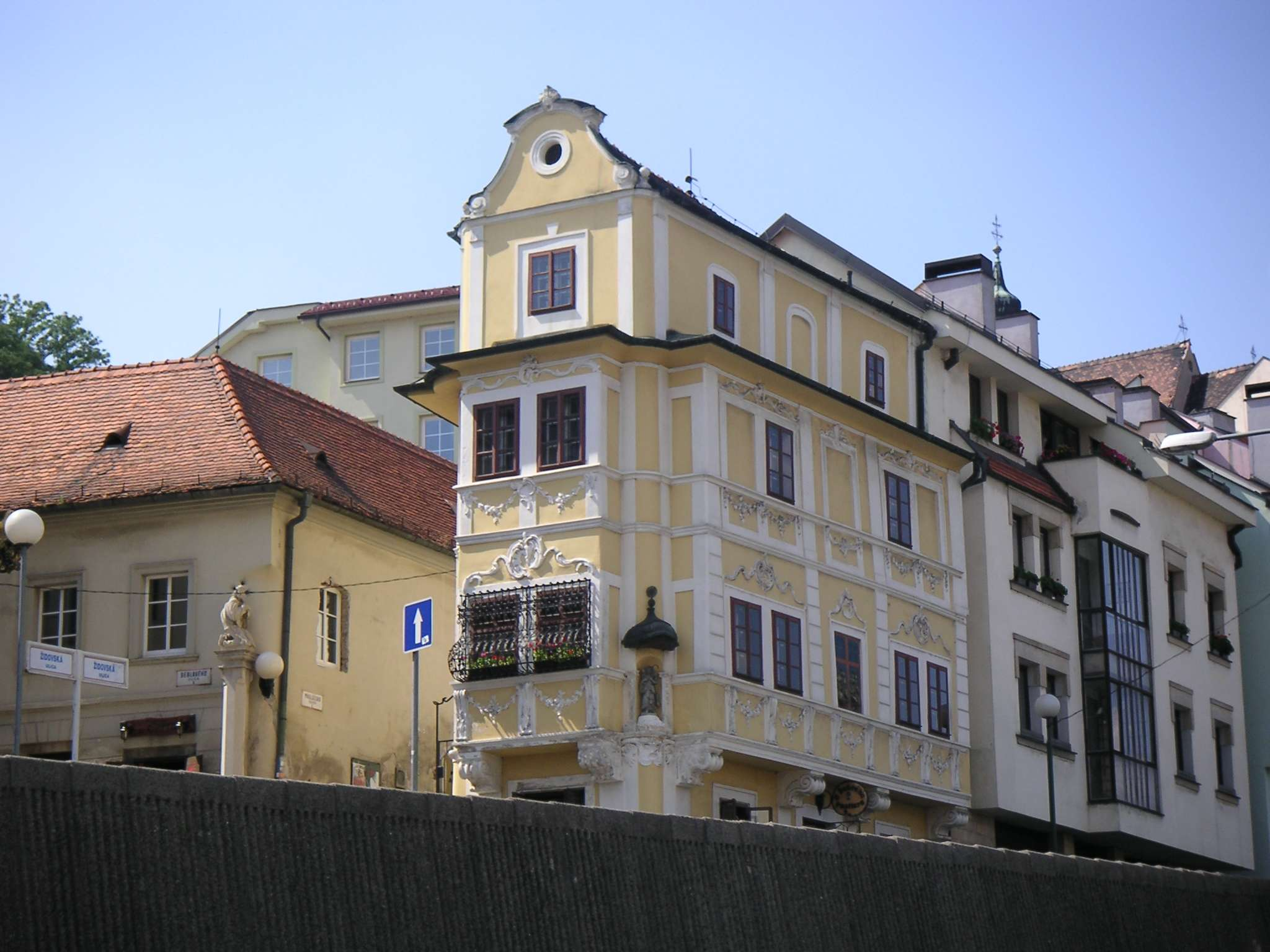
Pohled na dům ze Staromestské ulice

Dům byl postaven pro bratislavského obchodníka v letech 1760–1765. Patří k několika zachovaným původním budovám bratislavského podhradí. V roce 1975 byl zrekonstruován a Městské muzeum v něm otevřelo unikátní expozici historických hodin, kde jsou vystaveny různé typy hodin z období od 17. do začátku 20. století, ale zaměřuje se zejména na hodiny z 18. a 19. století vyrobené v dílnách bratislavských mistrů.